# Bourberain
Bourberain é uma comuna francesa na região administrativa da Borgonha-Franco-Condado, no departamento de Côte-d'Or. Estende-se por uma área de 32,11 km². Em 2010 a comuna tinha 402 habitantes (densidade: 12,5 hab./km²).